# Han Zheng
Han Zheng, född i april 1954 i Zhejiang-provinsen, är en ledande kommunistisk kinesisk politiker som räknas till den femte generationens ledare i kommunistpartiet. Han är sedan mars 2023 Folkrepubliken Kinas vicepresident.

## Bakgrund
1979 gick Han Zheng med i Kinas kommunistiska parti. Han har en examen från East China Normal University och är ekonom till yrket.

## Regional politisk karriär
2002 valdes Han Zheng till ledamot av den sextonde centralkommittén i Kinas kommunistiska parti och utnämndes till borgmästare i Shanghai vid 48 års ålder 2003 och blev därmed den yngste borgmästare staden haft på femtio år. 2012 avgick han som borgmästare och blev istället utnämnd till partichef i staden, vilket han var fram till 2017. Han har varit en aktiv främjare av Shanghais fastighetsboom.
När han tillträdde sitt ämbete som borgmästare var Chen Liangyu partisekreterare i staden och stödde dennes politik. Det är svårt att avgöra till vilken grad Han Zheng var inblandad i den korruptionsskandal som ledde till Chens avskedande i september 2006 och till att Han Zheng för en tid tjänade som tillförordnad partisekreterare.

## Nationell politisk karriär
2012 blev Han Zheng ledamot i den mäktiga politbyrån och satt åren 2017–2022 i politbyråns ständiga utskott. 2018–2023 var han förste vice premiärminister i Folkrepubliken Kinas statsråd, vilket innebar att han  var ställföreträdare till premiärministern Li Keqiang och har en bred portfölj med ansvarsområden i statsrådets arbete. Han var bland annat ledare för den centrala arbetsgruppen för Hong Kong och Macao och hade i den egenskapen huvudansvar för att undertrycka demonstrationerna i Hongkong 2019 och utarbeta Hongkongs säkerhetslag 2020.
Han avgick ur både politbyrån och dess ständiga utskott på partikongressen i oktober 2022 och valdes i mars 2023 av Nationella folkkongressen till Folkrepubliken Kinas vicepresident, vilken har främst ceremoniella och representativa funktioner.